# Палдіскі

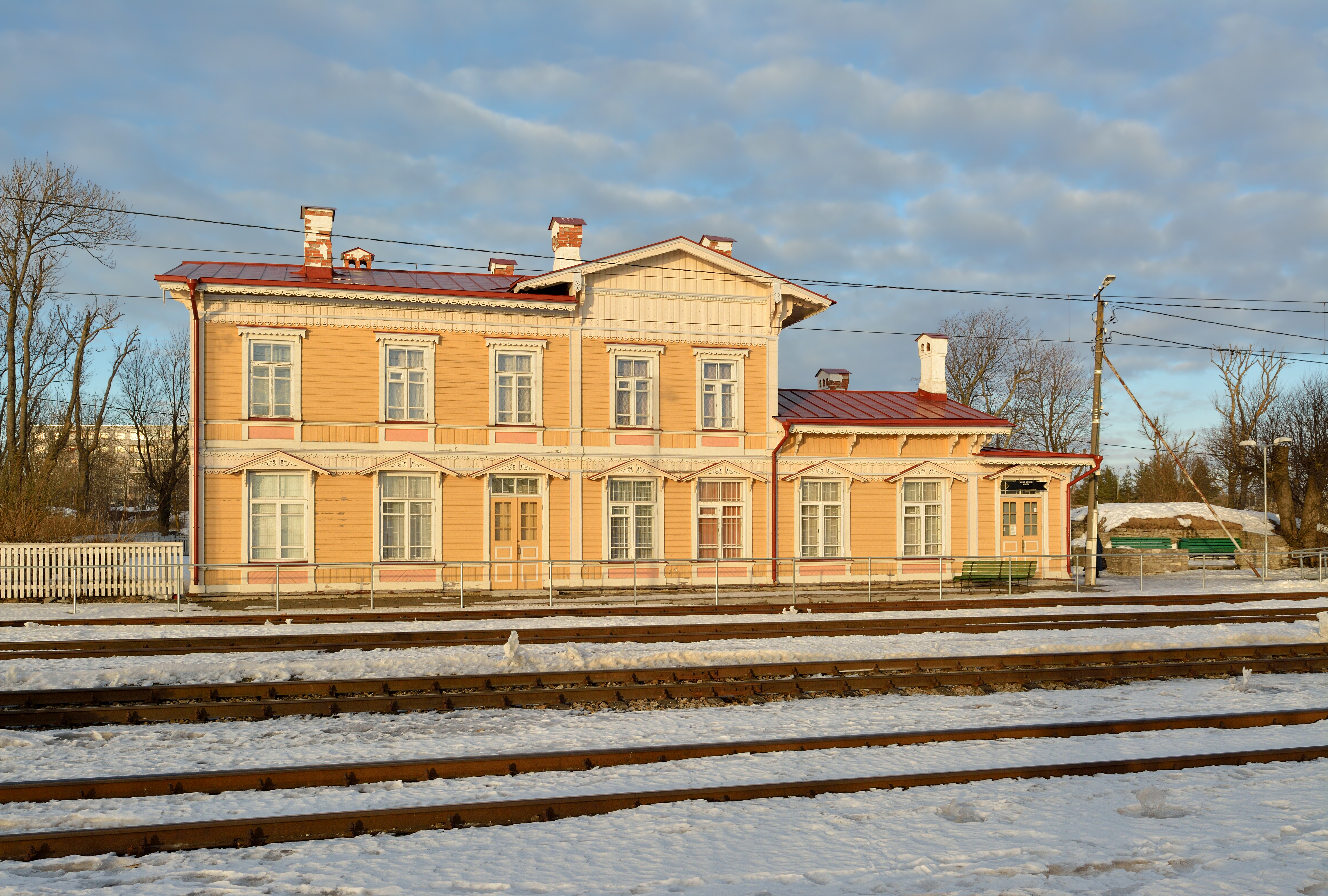
Станція (2013)

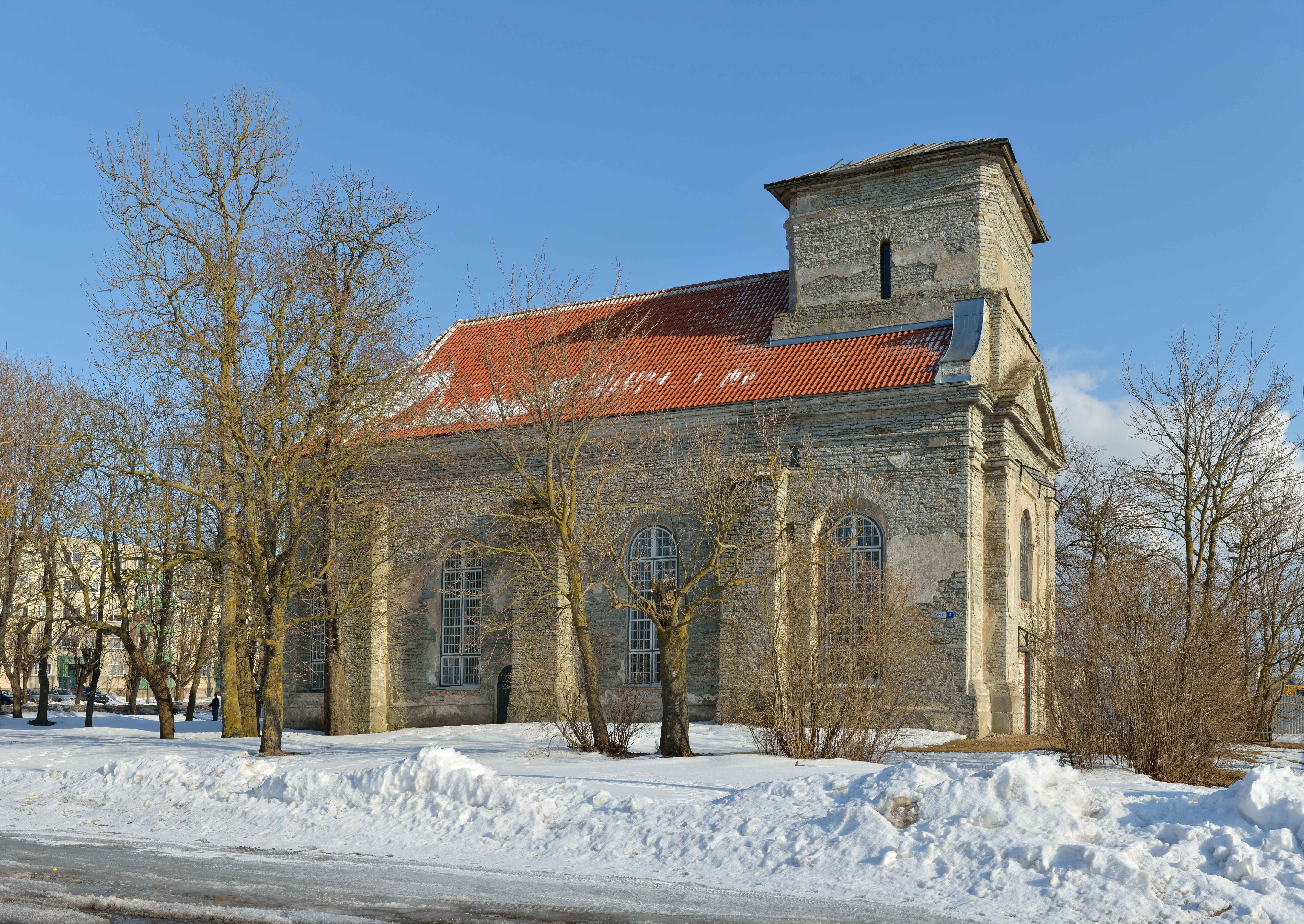

Палдіскі (ест. Paldiski) — місто в Естонії, порт на березі Фінської затоки.

## Історія

### Від заснування до ХХ століття
Місто було засноване Петром I в XVII ст. Підписавши Ништадтський мир, шведи просили Петра тільки про одне — не будувати тут військового порту. Але Петро I сказав: «Гавані військових кораблів бути». Будівництво йшло з великим розмахом і досить швидкими темпами. На березі півострова Пакрі були побудовані фортеця, казарми, острог, будинки для офіцерів гарнізону, інші господарські будівлі. Будівлі «гавані для військових кораблів» велись силами солдат, «вільних робітних людей» і каторжників. Селище з перших днів будується по регулярному плану з прямокутною мережею вулиць. З тих часів залишилось багато визначних пам'яток, але головна з них — це Петровська фортеця. Колосальні Петровські сухі доки можуть посперечатись своїми розмірами з доками Кронштадта, незважаючи на запустіння.
В 1762 р. Рогервік указом Катерини II перейменований в Балтійський Порт, в 1787 році він отримав статус повітового. Сюди в 1775 році після жорстокої екзекуції привезли Салават Юлаєва і його батька, 25 років провів Салават в казематах каторги.
Герб Балтійського Порту в Росії затверджений 4 жовтня 1788 року (закон № 16716 «О гербах городов Рижской, Ревельской и Выборгской губерний и некоторых городов Олонецкого наместничества»). Опис герба: в морі два форти, на правому з них імператорський штандарт. Однак місто росло повільно і тільки з побудовою залізниці почало розвиватись. Роль гавані особливо виростала в осінньо-зимовий період, коли замерзав Талліннський порт.

### ХХ—ХХІ століття
Двадцяте століття Балтійський порт зустрів як невелике, затишне містечко північно-західної Естонії. Жителі були зайняті в гавані, на залізниці і в сільському господарстві. Недалеко від міста жив і працював відомий скульптор Амандус Адамсон, якого особливо шанували моряки. Унікальний клімат півострова притягував знать і відпочивальників не лише з Росії та Швеції. Біля Північно-західного узбережжя розташовувався маєток графа Воронцова.
З 1922 року місто стало називатись Палдіскі. В 1939-му Радянський Союз золотом заплатив Естонії за оренду цієї території. В жовтні 1939 року, за згодою з естонським урядом, в Палдіскі прибули частини Радянської армії. До початку 1940 року на мисі Пакрі і островах були встановлені батареї берегової оборони, а в порту розміщені бойові кораблі Балтійського флоту. Німецько-радянську війну місто Палдіскі зустріло як військово-морська база флоту, яка ще будується.
У період окупації гавань Палдіскі використовувалась німецьким командуванням як військово-морська база. Крім того, на території півострова, в глибині лісу, знаходилась глибоко законспірована розвідшкола Абвера. Фільм "Кінець «Сатурна» — про неї. А неподалік від міста знаходився концтабір, де військовополонені й цивільні особи вмирали від голоду, хвороб і непосильної праці на дорожніх роботах. До речі, практично всі ґрунтові дороги на півострові побудовані їх руками.
24 вересня 1944 року Палдіскі звільнив десант із групи торпедних катерів.

## Географія
Палдіскі знаходиться в повіті Гар'юмаа, на березі Фінської затоки, за 52 км від Таллінна. Місто межує з волостями Кейла, Вазалемма та Падізе. Територія міста разом з акваторією й островами Пакрі займає 102 км². Залізнична станція. Рибальство. Трикотажна промисловість. Засноване в XVII ст. З 1723 року офіційно називалось Рогервік, в 1762—1922 — Балтійський Порт, входило до складу Естляндської губернії. Розвивалось як база підготовки військовослужбовців естонських збройних сил і як міжнародний порт.

### Клімат
Особливості клімату подано у таблиці
| Клімат Палдіскі         | Клімат Палдіскі | Клімат Палдіскі | Клімат Палдіскі | Клімат Палдіскі | Клімат Палдіскі | Клімат Палдіскі | Клімат Палдіскі | Клімат Палдіскі | Клімат Палдіскі | Клімат Палдіскі | Клімат Палдіскі | Клімат Палдіскі | Клімат Палдіскі |
| Показник                | Січ.            | Лют.            | Бер.            | Квіт.           | Трав.           | Черв.           | Лип.            | Серп.           | Вер.            | Жовт.           | Лист.           | Груд.           | Рік             |
| Абсолютний максимум, °C | 8,8             | 8,8             | 14,4            | 24,2            | 31,1            | 31,0            | 33,5            | 31,6            | 28,2            | 20,5            | 13,9            | 10,5            | 33,5            |
| Середній максимум, °C   | −0,1            | −0,7            | 2,4             | 7,8             | 13,2            | 17,5            | 21,0            | 20,4            | 15,8            | 9,8             | 4,7             | 1,9             | 9,5             |
| Середня температура, °C | −2,1            | −2,9            | −0,2            | 4,3             | 9,3             | 13,9            | 17,5            | 17,1            | 12,9            | 7,5             | 2,9             | 0,0             | 6,7             |
| Середній мінімум, °C    | −4,1            | −5              | −2,5            | 1,5             | 6,0             | 10,8            | 14,4            | 13,9            | 10,1            | 5,2             | 1,0             | −2              | 4,1             |
| Абсолютний мінімум, °C  | −30,1           | −29,7           | −23,2           | −13,7           | −4,5            | −3,5            | 2,5             | −1,2            | −4,5            | −8,4            | −17,8           | −27,7           | −30,1           |
| Норма опадів, мм        | 44              | 30              | 31              | 32              | 28              | 52              | 55              | 65              | 59              | 65              | 56              | 52              | 567             |
| Днів з опадами          | 12              | 7               | 8               | 8               | 6               | 8               | 8               | 10              | 11              | 11              | 12              | 13              | 114             |
| Вологість повітря, %    | 86              | 86              | 80              | 77              | 76              | 80              | 80              | 79              | 81              | 82              | 86              | 89              | 81              |
| ----------------------- | --------------- | --------------- | --------------- | --------------- | --------------- | --------------- | --------------- | --------------- | --------------- | --------------- | --------------- | --------------- | --------------- |

## Населення
В останні роки проживає понад 13 000 осіб, з яких третина населення — російськомовних.

## Економіка
Морські вантажні перевезення, швейна фабрика, паливний термінал Alexela, нафтопереробний термінал біодизеля.